# Tage Tage-Hansen
Tage Algreen Tage-Hansen  (25. august 1849 i Frederikshavn – 27. maj 1920 i Aarhus) var en dansk læge og politiker, far til Cai Tage-Hansen.
Tage-Hansen var søn af byskriveren i Frederikshavn og blev student i 1866, hvorefter han flyttede til København for at læse medicin. Han blev i 1873 cand.med., og startede karrieren som reservelæge i Hæren. Han videreuddannede sig derefter i udlandet. Hjemvendt blev han reservekirurg på Københavns Kommunehospital, men flyttede allerede i 1879 til Aarhus, hvor han nedsatte sig med egen praksis. I 1882 blev han overlæge ved det nyopførte Århus Amtssygehus på Frederiksbjerg, hvor han var ansat til sin død; fra 1901 tillige med titel af professor.
Han er blevet kaldt ganske betydningsfuld for den moderne kirurgi i Jylland og var da også sammen med P.W. Heiberg (1840-1920) fra Viborg en pioner. Ligeledes var han en stor fortaler for oprettelse af et universitet i Jylland og spillede gennem et kvart århundrede en vigtig rolle i de diskussioner, der gik forud for oprettelsen af Aarhus Universitet. Han var også initiativ til oprettelsen af Jysk Medicinsk Selskab, som han i 1914 blev den første formand for.
Fra 1888 til 1893 var han medlem af Aarhus Byråd og udviste her bl.a. interesse for byens vandværk, idet han fandt det vigtigt med ordnede forhold på vandområdet. Han spillede ligeledes en stor rolle i forbindelse med projekteringen af Århus Kommunehospital i begyndelsen af 1890'erne. Han blev Ridder af Dannebrog i 1888 og Dannebrogsmand 1912. Han var i bestyrelsen for Aarhus Museums kunstafdeling, medlem af Aarhus Plejeforenings tilsynsraad og formand for Det røde Kors (1902).
Han er begravet i Aarhus. Der findes et portrætmaleri af Michael Ancher 1902 (familieeje) og af Knud Larsen 1917 (Aarhus Amtssygehus; skitse i familieeje). Plakette af Jenö Meister 1917.
Tage-Hansens Gade ved Aarhus Amtssygehus er er opkaldt efter Tage-Hansen.